# Copa de Naciones de África Occidental 1983
La Copa de Naciones de África Occidental 1983 fue la 2ª edición de este torneo de fútbol a nivel de selecciones nacionales organizado por la WAFU y que contó con la participación de 4 selecciones nacionales de África Occidental, 4 menos que en la edición anterior.
El campeón de la edición anterior Ghana venció a Togo en la final diputada en Costa de Marfil para ganar el título por segunda edición consecutiva.

## Fase de grupos
| Nación          | Pts | J | G | E | P | GF | GC | GD |
| --------------- | --- | - | - | - | - | -- | -- | -- |
| Ghana           | 5   | 3 | 2 | 1 | 0 | 4  | 1  | +3 |
| Togo            | 3   | 3 | 1 | 1 | 1 | 5  | 4  | +1 |
| Costa de Marfil | 3   | 3 | 1 | 1 | 1 | 3  | 2  | +1 |
| Liberia         | 1   | 3 | 0 | 1 | 2 | 0  | 5  | -5 |

| 25/9/1983 | Liberia         | 0–0 | Costa de Marfil |
| 27/9/1983 | Ghana           | 1–1 | Togo            |
| 28/9/1983 | Ghana           | 1–0 | Liberia         |
| 28/9/1983 | Togo            | 0–3 | Costa de Marfil |
| 30/9/1983 | Costa de Marfil | 0–2 | Ghana           |
| 30/9/1983 | Togo            | 4–0 | Liberia         |

## Tercer lugar
| Equipo 1        | Resultado | Equipo 2 |
| --------------- | --------- | -------- |
| Costa de Marfil | 2-1       | Liberia  |

## Final
| Equipo 1 | Resultado | Equipo 2 |
| -------- | --------- | -------- |
| Togo     | 1-3       | Ghana    |

## Campeón
| Coap de Naciones de África Occidental 1983 |
| ------------------------------------------ |
| Bandera de Ghana                           |
| Ghana 2º Título                            |